# Diócesis de Tulle
La diócesis de Tulle (en latín: Dioecesis Tutelensis y en francés: Diocèse de Tulle) es una circunscripción eclesiástica de la Iglesia católica en Francia. Se trata de una diócesis latina, sufragánea de la arquidiócesis de Poitiers. Desde el 15 de abril de 2025 su obispo es Éric Bidot OFM Cap.

## Territorio y organización
La diócesis tiene 5857 km² y extiende su jurisdicción sobre los fieles católicos de rito latino residentes en el departamento de Corrèze, en la región de Nueva Aquitania.
La sede de la diócesis se encuentra en la ciudad de Tulle, en donde se halla la Catedral de Nuestra Señora.
En 2022 en la diócesis existían 296 parroquias agrupadas en 4 decanatos.

## Historia
Los orígenes de la abadía benedictina de Tulle son inciertos. Cuenta la tradición que fue fundada por san Calmin a petición de san Martín de Tours (finales del siglo IV). Destruida por los normandos hacia 846 , fue reconstruida por Adémar-des-Echelles en el siglo X. A partir de 1103 todo el complejo de la abadía y su iglesia sufrieron una importante renovación por parte de Guillaume de Carbonnières, ayudado por las poderosas familias del bajo Limosín y por el papa Urbano II, que pasó por Tulle en 1095.
La diócesis fue erigida el 13 de agosto de 1317 con la bula Salvator noster del papa Juan XXII, obteniendo el territorio de la diócesis de Limoges. La iglesia abacial se convirtió en la catedral de la nueva diócesis y Arnaud de Saint-Astier, el último abad, fue nombrado primer obispo. Originalmente la sede era sufragánea de la arquidiócesis de Bourges.
El establecimiento de la fiesta popular conocida como le tour de la lunade (el cambio de luna) se remonta a 1346 o 1348, durante el periodo de la Peste Negra, que se celebra cada año en vísperas de la festividad de san Juan Bautista (24 de junio). Esta fiesta incluye muchos elementos de fiestas paganas preexistentes, vinculadas al solsticio de verano.
En 1514 el cabildo catedralicio, que hasta entonces había permanecido sujeto al gobierno monástico, fue secularizado por el papa León X.
El 7 de febrero de 1681, gracias al legado del magistrado François de La Garde, se estableció el seminario diocesano.
A raíz del concordato con la bula Qui Christi Domini del papa Pío VII del 29 de noviembre de 1801, la diócesis fue suprimida y su territorio fue incorporado a la diócesis de Limoges.
Un nuevo concordato, estipulado en junio de 1817, preveía el restablecimiento de la diócesis. Pero este acuerdo nunca entró en vigor, ya que no fue ratificado por el Parlamento de París; de modo que ni siquiera la erección de la diócesis tuvo ningún efecto.
Fue restablecida definitivamente el 6 de octubre de 1822 con la bula Paternae charitatis del papa Pío VII, obteniendo nuevamente el territorio de la diócesis de Limoges.
El 8 de diciembre de 2002, tras la reorganización de los distritos eclesiásticos franceses, pasó a formar parte de la provincia eclesiástica de la arquidiócesis de Poitiers.

## Estadísticas
Según el Anuario Pontificio 2023 la diócesis tenía a fines de 2022 un total de 221 000 fieles bautizados.
| Año                                                                             | Población            | Población | Población      | Sacerdotes | Sacerdotes    | Sacerdotes    | Bautizados por sacerdote | Diáconos permanentes | Religiosos | Religiosos | Parroquias |
| Año                                                                             | Bautizados católicos | Total     | % de católicos | Total      | Clero secular | Clero regular | Bautizados por sacerdote | Diáconos permanentes | Varones    | Mujeres    | Parroquias |
| ------------------------------------------------------------------------------- | -------------------- | --------- | -------------- | ---------- | ------------- | ------------- | ------------------------ | -------------------- | ---------- | ---------- | ---------- |
| 1950                                                                            | 250 000              | 254 601   | 98.2           | 240        | 224           | 16            | 1041                     |                      | 42         | 240        | 293        |
| 1969                                                                            | 225 000              | 237 864   | 94.6           | 223        | 191           | 32            | 1008                     |                      | 46         | 237        | 101        |
| 1980                                                                            | 229 000              | 244 000   | 93.9           | 178        | 163           | 15            | 1286                     | 4                    | 24         | 163        | 295        |
| 1990                                                                            | 229 000              | 250 000   | 91.6           | 141        | 126           | 15            | 1624                     | 9                    | 15         | 106        | 296        |
| 1999                                                                            | 224 000              | 244 000   | 91.8           | 113        | 102           | 11            | 1982                     | 5                    | 13         | 94         | 296        |
| 2000                                                                            | 225 700              | 245 900   | 91.8           | 111        | 100           | 11            | 2033                     | 5                    | 11         | 92         | 296        |
| 2001                                                                            | 213 000              | 231 810   | 91.9           | 113        | 93            | 20            | 1884                     | 6                    | 20         | 82         | 296        |
| 2002                                                                            | 213 000              | 231 810   | 91.9           | 101        | 88            | 13            | 2108                     | 7                    | 15         | 83         | 299        |
| 2003                                                                            | 213 000              | 231 810   | 91.9           | 87         | 82            | 5             | 2448                     | 7                    | 5          | 77         | 296        |
| 2004                                                                            | 213 000              | 231 810   | 91.9           | 88         | 83            | 5             | 2420                     | 6                    | 5          | 76         | 296        |
| 2010                                                                            | 219 000              | 241 600   | 90.6           | 73         | 66            | 7             | 3000                     | 7                    | 9          | 66         | 296        |
| 2014                                                                            | 223 300              | 242 454   | 92.1           | 59         | 54            | 5             | 3784                     | 8                    | 12         | 41         | 296        |
| 2017                                                                            | 221 760              | 241 340   | 91.9           | 49         | 44            | 5             | 4525                     | 11                   | 12         | 35         | 296        |
| 2020                                                                            | 222 850              | 242 520   | 91.9           | 44         | 44            |               | 5064                     | 9                    | 9          | 28         | 296        |
| 2022                                                                            | 221 000              | 241 000   | 91.7           | 43         | 37            | 6             | 5139                     | 10                   | 7          | 23         | 296        |
| Fuente: Catholic-Hierarchy, que a su vez toma los datos del Anuario Pontificio. |                      |           |                |            |               |               |                          |                      |            |            |            |

## Episcopologio
- Arnaud de Saint-Astier, O.S.B. † (18 de agosto de 1317-1333 falleció)
- Arnaud de Clermont, O.F.M. † (10 de septiembre de 1333-junio de 1337 falleció)
- Hugues Roger, O.S.B. † (18 de julio de 1342-20 de septiembre de 1342 renunció)
- Guy † (25 de septiembre de 1342-1343 falleció)
- Bernard (o Bertrand) de La Tour, O.S.B. † (1 de octubre de 1344-19 de febrero de 1347 nombrado obispo de Saint-Papoul)
- Pierre d'Aigrefeuille, O.S.B. † (19 de febrero de 1347-24 de octubre de 1347 nombrado obispo de Vabres)
- Archambaud † (11 de febrero de 1348-antes del 26 de febrero de 1361 falleció)
- Laurent D'Albiars † (25 de octubre de 1361-1369 falleció)
- Jean Lefévre † (8 de agosto de 1369-30 de mayo de 1371 renunció)
- Bertrand de Cosnac † (4 de julio de 1371-9 de enero de 1376 nombrado obispo de Poitiers)
- Bernard † (30 de enero de 1376-1376 falleció)
- Pierre de Cosnac † (27 de agosto de 1376-después de 1402 falleció)
- Bertrand de Botinand † (13 de septiembre de 1407-1416 falleció)
- Hugues Combarel † (29 de noviembre de 1419-12 de enero de 1422 nombrado obispo de Béziers)
- Bertrand de Maumont † (12 de enero de 1422-circa 1425 falleció)
- Jean de Cluys (o Closis) † (6 de febrero de 1426-1444 falleció)
- Pierre de Comborn? †
- Hugues D'Aubusson † (15 de junio de 1451-septiembre de 1454 falleció)
- Louis D'Aubusson, O.S.B. † (17 de diciembre de 1455-1471 falleció)
- Denis de Bar † (20 de noviembre de 1471-9 de marzo de 1495 nombrado obispo de Saint-Papoul)
- Clément de Brillac † (9 de marzo de 1495-1514 falleció)
- François de Lévis † (11 de diciembre de 1514-?[nota 1]falleció)
- Jacques Amelin † (15 de enero de 1531-mayo de 1539 falleció)
- Pierre Duchâtel o du Chastel † (16 de junio de 1539-2 de abril de 1544 nombrado obispo de Mâcon)
- François de Faucon † (2 de abril de 1544-20 de octubre de 1550 nombrado obispo de Orleans)
  - Jean de Fonsec (Fonséque) † (4 de marzo de 1551-1559 renunció) (obispo electo)
- Louis-Ricard de Gourdon de Genouillac de Vaillac † (17 de julio de 1560-1582 falleció)
- Flotard Ricard de Gourdon † (8 de junio de 1582-marzo de 1586 falleció)
- Antoine de La Tour † (20 de abril de 1587-1594 renunció)
  - Jean de Visandon † (18 de octubre de 1594-circa 1597 falleció) (obispo electo)
- Jean Ricard de Gourdon de Genouillac de Vaillac † (12 de noviembre de 1599-13 de enero de 1652 falleció)
- Louis de Rechignevoisin de Curon † (26 de mayo de 1653-20 de diciembre de 1671 nombrado obispo de Comminges)
- Jules Mascaron, Orat. † (21 de marzo de 1672-8 de enero de 1680 nombrado obispo de Agen)
- Humbert Ancelin † (17 de marzo de 1681-antes del 24 de septiembre de 1702 renunció)
- André-Daniel de Beaupoil de Saint-Aulaire † (25 de septiembre de 1702-8 de septiembre de 1721 renunció)
- Louis-Jacques Chapt de Rastignac † (24 de septiembre de 1721-27 de septiembre de 1724 nombrado arzobispo de Tours)
- Charles du Plessis d'Argentré † (18 de abril de 1725-27 de octubre de 1740 falleció)
- François de Beaumont d'Autichamp † (17 de abril de 1741-20 de noviembre de 1761 falleció)
- Henri-Joseph-Claude Bourdeilles † (22 de noviembre de 1762-22 de noviembre de 1764 renunció)[nota 2]
- Charles-Joseph de Raffélis de Saint-Sauveur † (17 de diciembre de 1764-28 de abril de 1791 falleció)
  - Sede vacante (1791-1801)
  - Sede suprimida (1801-1822)
- Claude-Joseph-Judith-François-Xavier de Sagey † (10 de marzo de 1823-13 de julio de 1824 renunció)
- Augustin de Mailhet de Vachères † (21 de marzo de 1825-16 de mayo de 1842 falleció)
- Jean-Baptiste-Pierre-Léonard Berteaud † (22 de julio de 1842-3 de septiembre de 1878 renunció)
- Henri-Charles-Dominique Denéchau † (28 de febrero de 1879-18 de abril de 1908 falleció)
- Albert Nègre † (14 de julio de 1908-5 de agosto de 1913 nombrado arzobispo de Tours)
- Joseph-Marie-François-Xavier Métreau † (6 de agosto de 1913-24 de abril de 1918 falleció)
- Jean Castel † (3 de agosto de 1918-8 de octubre de 1939 falleció)
- Aimable Chassaigne † (6 de febrero de 1940-23 de enero de 1962 renunció[nota 3])
- Marcel-François Lefebvre, C.S.Sp. † (23 de enero de 1962-7 de agosto de 1962 renunció[nota 4])
- Henri Clément Victor Donze † (15 de noviembre de 1962-12 de febrero de 1970 nombrado obispo de Tarbes y Lourdes)
- Jean-Baptiste Brunon, P.S.S. † (4 de abril de 1970-28 de abril de 1984 renunció)
- Roger Marie Albert Froment † (20 de junio de 1985-22 de octubre de 1996 renunció)
- Patrick Le Gal (12 de septiembre de 1997-23 de mayo de 2000 nombrado ordinario militar de Francia)
- Bernard Louis Marie Charrier (22 de enero de 2001-12 de diciembre de 2013 retirado)
- Francis Bestion, desde el 12 de diciembre de 2013